# Ceratina loewi
Ceratina loewi är en biart som beskrevs av Carl Eduard Adolph Gerstäcker 1869. Ceratina loewi ingår i släktet märgbin, och familjen långtungebin. Inga underarter finns listade i Catalogue of Life.